# Aldrovandia oleosa
Aldrovandia oleosa är en fiskart som beskrevs av Sulak, 1977. Aldrovandia oleosa ingår i släktet Aldrovandia och familjen Halosauridae. Inga underarter finns listade i Catalogue of Life.